# Iridopteryginae
Iridopteryginae – podrodzina modliszek z podrzędu Eumantodea i rodziny Gonypetidae.

## Morfologia i zasięg
Modliszki osiągające niewielkie jak na przedstawicieli rzędu rozmiary ciała. W przeciwieństwie do Gonypetinae wśród podrodziny tej u stadiów larwalnych (nimf) obecna jest mimikra względem mrówek (myrmekomorfia). Cechą charakterystyczną chwytnego odnóża przedniej pary jest sposób wykształcenia kolców dyskoidalnych uda – drugi i trzeci są umieszczone blisko siebie i mają bardzo podobną długość, pierwszy zaś umieszczony jest przednio-brzusznie, naprzeciw trzeciego i ma znacznie większe wymiary.
Przedstawiciele podrodziny zamieszkują wyłącznie krainę orientalną.

## Taksonomia
Takson ten wprowadzony został przez Ermanna Giglio-Tosa w 1915 roku jako grupa Iridopteriges i podrodzina Iridopteriginae w obrębie modliszkowatych. Klasyfikację taką autor ów podtrzymał w systemach z 1919 i 1927 roku. W systemie Antona Handlirscha z 1930 roku grupa Iridopteriges umieszczona została wśród Mantinae. Max Beier w 1935 roku wyróżnił plemię Iridopterygini w obrębie Mantinae, a w 1964 roku przeniósł je do podrodziny Iridopteryginae.  W systemie Reinharda Ehrmanna i Rogera Roya z 2002 roku taksony te wyniesiono do rang podrodziny Iridopteryginae i rodziny Iridopterygidae. W systemie Christiana J. Schwarza i Rogera Roya z 2019 roku z rodziny Iridopterygidae zrezygnowano, a nowo zdefiniowane Iridopteryginae umieszczono w rodzinie Gonypetidae.
Do podrodziny tej należy 9 rodzajów, sklasyfikowanych w dwóch plemionach i dwóch podplemionach:
- Amantini Schwarz et Roy, 2019
  - Amantis Giglio-Tos, 1915
- Iridopterygini Giglio-Tos, 1915
  - Iridopterygina Giglio-Tos, 1915
    - Hapalopeza Stal, 1877
    - Hapalopezella Giglio-Tos, 1915
    - Iridopteryx Saussure, 1869
    - Micromantis Saussure, 1870
    - Muscimantis Henry, 1931
    - Pezomantis Uvarov, 1927
    - Spilomantis Giglio-Tos, 1915

  - Tricondylomimina Schwarz et Roy, 2019
    - Tricondylomimus Chopard, 1930

Na korzyść monofiletyzmu tak zdefiniowanych Iridopteryginae świadczą obok cech morfologicznych także wyniki molekularnych analiz filogenetycznych przeprowadzonych przez Gavina J. Svensona i Michaela F. Whitinga w 2009 roku oraz Frédérica Legendre i innych w 2015 roku.